# Valerius von Trier

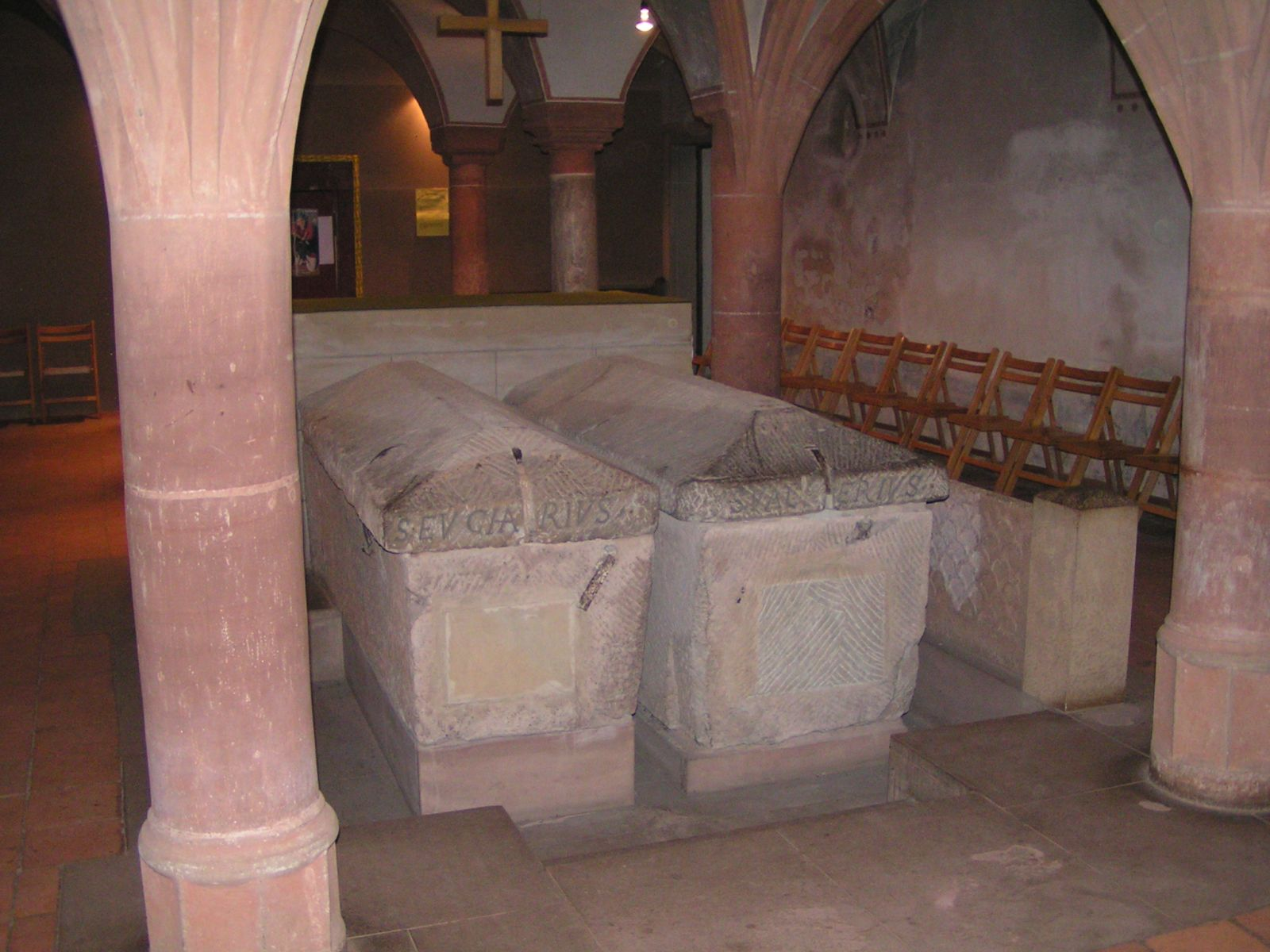
Die Sarkophage von Eucharius und Valerius in der Benediktinerabtei St. Matthias in Trier

Valerius von Trier († um 320 in Trier) war nach Eucharius der zweite Bischof von Trier.
Bischof Cyrill von Trier errichtete Mitte des 5. Jahrhunderts für Eucharius und Valerius jeweils ein Grab mit Inschrift in der Benediktinerabtei St. Matthias in Trier.
Die Trierer St.-Valerius-Kirche ist ihm geweiht.

## Gedenktage
- Katholisch: 29. Januar
  - in Limburg: Fest der drei Trierer Bischöfe Eucharius, Valerius und Maternus am 11. September
- Orthodox: 10. November